# Нововасилівська сільська рада (Іванівський район)
Нововаси́лівська сільська́ ра́да — адміністративно-територіальна одиниця та орган місцевого самоврядування в Іванівському районі Херсонської області. Адміністративний центр — село Нововасилівка.

## Загальні відомості
Нововасилівська сільська рада утворена в 1907 році.
- Територія ради: 60,478 км²
- Населення ради: 826 осіб (станом на 2001 рік)

## Населені пункти
Сільській раді підпорядковані населені пункти:
- с. Нововасилівка

## Склад ради
Рада складається з 14 депутатів та голови.
- Голова ради: Хотієнко Леонід Михайлович
- Секретар ради: Парій Галина Михайлівна

### Керівний склад попередніх скликань
| Прізвище, ім'я, по батькові      | Основні відомості                                                         | Дата обрання | Дата звільнення |
| -------------------------------- | ------------------------------------------------------------------------- | ------------ | --------------- |
| Савоськін Олександр Анатолійович | Сільський голова, 1963 року народження, безпартійний                      | 26.03.2006   | 01.11.2007      |
| Романенко Сергій Володимирович   | Сільський голова, 1959 року народження, освіта вища, безпартійний         | 16.03.2008   | 31.10.2010      |
| Романенко Сергій Володимирович   | Сільський голова, 1959 року народження, освіта вища, член Партії регіонів | 31.10.2010   | 08.01.2014      |
| Хотієнко Леонід Михайлович       | Сільський голова, 1956 року народження, освіта вища, безпартійний         | 25.05.2014   |                 |

Примітка: таблиця складена за даними сайту Верховної Ради України

### Депутати
За результатами місцевих виборів 2010 року депутатами ради стали:

#### За суб'єктами висування
| Суб'єкт висування | Кількість обраних депутатів | %    |
| ----------------- | --------------------------- | ---- |
| Самовисування     | 8                           | 57,1 |
| Партія регіонів   | 6                           | 42,9 |

#### За округами
| № округу        | Прізвище, ім'я, по батькові      | Дата визнання обраним | Освіта             | Партійна приналежність                        | Відомості про обраного депутата                                      |
| --------------- | -------------------------------- | --------------------- | ------------------ | --------------------------------------------- | -------------------------------------------------------------------- |
| Партія регіонів |                                  |                       |                    |                                               |                                                                      |
| 3               | Стрижак Наталія Павлівна         | 01.11.2010            | середня            | член Партії регіонів                          | Нововасилівське відділення зв'язку, начальник                        |
| 5               | Пашко Тетяна Анатоліївна         | 01.11.2010            | вища               | член Партії регіонів                          | тимчасово не працює                                                  |
| 6               | Романенко Тетяна Сергіївна       | 01.11.2010            | вища               | член Партії регіонів                          | тимчасово не працює                                                  |
| 10              | Фарзалієва Наталія Василівна     | 01.11.2010            | середня            | член Партії регіонів                          | Нововасилівська сільська рада, спеціаліст                            |
| 13              | Каськова Валентина Олексіївна    | 01.11.2010            | вища               | член Партії регіонів                          | Нововасилівська сільська рада, спеціаліст                            |
| 14              | Марусяк Лариса Василівна         | 01.11.2010            | вища               | член Партії регіонів                          | Нововасилівська сільська бібліотека, завідувачка                     |
| Самовисування   |                                  |                       |                    |                                               |                                                                      |
| 1               | Галушко Наталія Олександрівна    | 01.11.2010            | вища               | позапартійна                                  | фізична особа-підприємець                                            |
| 2               | Переведенцев Віталій Валерійович | 02.01.2011            | середня спеціальна | позапартійний                                 | тимчасово не працює                                                  |
| 4               | Малашок Валентина Вікторівна     | 01.11.2010            | вища               | член Всеукраїнського об'єднання «Батьківщина» | Нововасилівська загальноосвітня школа І-ІІІ ст., заступник директора |
| 7               | Парій Галина Михайлівна          | 01.11.2010            | середня            | позапартійна                                  | Нововасилівська сільська рада, секретар                              |
| 8               | Медведовська Ольга Олександрівна | 01.11.2010            | середня            | позапартійна                                  | Торговий центр № 1, продавець                                        |
| 9               | Новікова Ольга Василівна         | 01.11.2010            | середня            | позапартійна                                  | фізична особа-підприємець                                            |
| 11              | Дебела Віталія Вікторівна        | 01.11.2010            | середня            | позапартійна                                  | Нововасилівська загальноосвітня школа І-ІІІ ст., вчитель             |
| 12              | Гасаненко Тетяна Василівна       | 01.11.2010            | вища               | член Всеукраїнського об'єднання «Батьківщина» | Нововасилівська загальноосвітня школа І-ІІІ ст., директор            |

## Населення
Згідно з переписом УРСР 1989 року чисельність наявного населення сільської ради становила 948 осіб, з яких 450 чоловіків та 498 жінок.
За переписом населення України 2001 року в сільській раді мешкало 815 осіб.

### Мова
Розподіл населення за рідною мовою за даними перепису 2001 року:
| Мова       | Відсоток |
| ---------- | -------- |
| українська | 92,25 %  |
| російська  | 4,24 %   |
| вірменська | 2,06 %   |
| білоруська | 0,12 %   |
| інші       | 1,33 %   |